# Анайя, Хорхе
Хорхе Анайя (исп. Jorge Anaya; 27 сентября 1926 — 9 января 2008) — бывший главнокомандующий военно-морских сил Аргентины. Родился в городе Баия-Бланка (провинция Буэнос-Айрес). Был сторонником военной диктатуры в стране, поддерживал Процесс национальной реорганизации (1976—1983) и вместе с Леопольдо Галтьери и Басилио Лами Досо был членом Третьей военной хунты, которая управляла Аргентиной в период с 1981 по 1982 год. Хорхе Анайя был главным идеологом военного решения территориального спора с Великобританией о принадлежности Фолклендских островов, что в итоге привело к Фолклендской войне.

## Биография
В 1955 году лейтенант флота Хорхе Анайя участвовал в «Освободительной революции» против правления президента Хуана Доминго Перона. Хорхе Анайя отличился тем, что пытал диссидентов и новых призывников, а в 1962 году был завербован ЦРУ для участия в тайной антикоммунистической программе. В 1964 году командует корветом «Кинг», в 1969 году командовал эсминцем «Росалес». С 1964 по 1967 год служил военным атташе Аргентины в Лондоне, Великобритания. С 1967 по 1970 год командовал фрегатом «Асопардо» в период с 1967 по 1970 год, эскадрой эскортных миноносцев с 1970 по 1972 год и эскадрой фрегатов с 1972 по 1974 год. С 1974 по 1976 год был начальником военно-морской полиции и военно-морской разведки.
В 1976 году во время установления в стране Процесса национальной реорганизации Хорхе Анайя была руководителем военно-морских операций. В декабре 1981 года произошла смена диктатора, к власти в Аргентине пришла новая хунта во главе с генералом Леопольдо Галтьери. Хорхе Анайя, будучи главнокомандующим военно-морским флотом, приказал вице-адмиралу Хуану Ломбардо разработать план захвата Фолклендских островов, который был представлен Леопольдо Галтьери. В мае 1982 года во время Фолклендской войны разработал и командовал операцией «Альхесирас», в ходе которой аргентинские коммандос должны были взорвать военные корабли Королевского военно-морского флота Великобритании, находившиеся в Гибралтаре. Операция была случайно сорвана испанскими полицейскими.
В 1985 году во время Суда над хунтами он был оправдан по обвинениям в похищении людей, пытках, порабощении, сокрытии правды, узурпации власти и ложных заявлениях. В 1997 году испанский судья Бальтасар Гарсон запросил арест и экстрадицию 45 военнослужащих (включая Хорхе Анайю) аргентинской армии и одного гражданского лица преступления: геноцид, государственный терроризм и пытки, совершенные в период Грязной войны. Запрос был отклонен несколько раз демократически избранным правительством Аргентины, которое утверждало, что он не соответствует юрисдикции другой страны. 27 июля 2003 года президент Аргентины Нестор Киршнер рассматривал судебный запрос испанского судьи и уточнил критерии по которым было отказано в выдаче подозреваемых.
В августе 2003 года председатель правительства Испании Хосе Мария Аснар распорядился прекратить уголовное преследование лиц, замешанных в преступлениях аргентинской «Грязной войны», но в 2005 году Верховный суд Испании отменил это решение Хосе Марии Аснара. В ноябре 2006 года в ожидании допроса следователем Хорхе Анайя перенес сердечный приступ и был доставлен в военно-морской госпиталь Аргентины. После выхода из больницы оставался под домашним арестом, но не считался достаточно здоровым, чтобы предстать перед судом. Умер 9 января 2008 года, находясь под домашним арестом по обвинению в нарушениях прав человека.